# Alfons (nome)

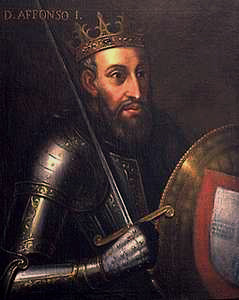
Afonso Henriques, primeiro rei de Portugal, no século XII

Alfons é um nome próprio masculino de origem germânica, derivado possivelmente de Athalfuns, significando ”nobre” e ”entusiasmado”.
Os Visigodos levaram o nome para a Península Ibérica, onde houve vários reis chamados Alfonso e Afonso. Em Portugal, há a destacar Afonso Henriques, fundador da nacionalidade.
Por influência espanhola, Alfonso irradiou para outras línguas, como é o caso do francês Alphonse, do catalão Alfons, do italiano Alfonso, do holandês Alfons, do alemão Alfons, do polaco Alfons, etc...